# الشعفة
مدينة الشعفة هي مدينة سورية تابعة لمحافظة دير الزور. وبلغ عدد سكانها 18000 حسب تعداد عام 2004 م أما التعداد السكاني لمدينة الشعفة بعام 2018 وصل لحدود 42000 نسمة بمعدل زيادة 1700 نسمة عن كل عام، وتعتبر نسبة الزيادة كبيرة مقارنة بعدد سكان القرى المجاورة.

## الموقع الجغرافي
تمتد الشعفة على محاذاة نهر الفرات الضفة الشرقية وتتوسط حوض الفرات الأوسط. وتمتد على طول 13 كيلومتر وبعرض يتراوح بين3 و 6 كيلومترات مع نهر الفرات.وفيها من الوديان المشهورة وادي *حلوه* و وادي *الماسيين* وفيها بعض الاودية الصغيرة.
ومن السبخات وتجمع المياه المالحة وتسمى بصراة الميتة وكانت سابقاً مجرى لنهر الفرات قبل أنشاء سدالفرات ونحسار نهر الفرات بمجرى واحد.
وبهذا تكون الشعفة يحدها من الشرق البادية ومن الغرب نهر الفرات ومن الجنوب السوسة ومن الشمال أبو الحسن وتبلغ مساحة مدينة الشعفة 80 كيلو متر مربع بالإضافة إلى أراضي بادية الشعفة التي تبلغ مساحتها أكثر من 100 كيلومتر مربع بدءاً من رجم الفريجي ومروراً بآبار السبعة ووصولاً لمنطقة العلوني. وكل هذه المناطق تعتبر سيلات وروضات تكثر بها المياه شتاءً؛ فقد عرف عن أهالي الشعفة أصحاب الحلال قديماً بأنهم في فصل الشتاء والربيع يخيمون في منطقة هذه المناطق بأغنامهم ومواشيهم وعندما يبدأ فصل الصيف يرحلون إلى الفرات.

## التسمية
الشعفة من كل شيء أعلاه؛ فعندما يطلق اسم الشعفة على منطقة تعني أنها مرتفعة وكثيرة الاشجار والحشائش والنباتات، وبذلك يكون معنى الاسم رأس الهضبة المليئة بغابات من اشجار الغرب والطرفة والكثبان الرملية التي يخلفها النهر عند أنحسارة.
ومنهم من يقول سبب تسميتها بهذا الاسم هو أن اسم الشعفة انتقل مع قبيلة العقيدات من منطقة حائل بنجد إلى حوض الفرات أثناء هجرتهم بسبب الشبه الكبير بين هذه المنطقة ومنطقة الشعفة في حائل.
فهذا الأمر غير وارد هو تشابة بالأسماء لأن الشعفة لم تكن مأهوله ألا من فترة قريبة عن هجرت العقيدات.
والأرجح تسميتها بالشعاف المرتفعة أصح لأنها كانت تكثر فيها أماكن لا يصلها مياة عند فيضان النهر وأرتفاع منسوبهُ ويطلق عليها شعاف.وبعض الكثبان التي يخلفها الفيضان.

أما بالنسبة عن الشعفة في حائل منطقة سهلية وفيها تلال مرتفعة ويكثر فيها نبات العرفج الشبيه لنبات العاقول في ذلك الوقت وفيها منطقة يطلق عليها اسم طعوس الشعفة أي تلال الشعفة، والشعفة في وادي الفرات منطقة سهلية وفيها ممرات مائية وفيها تلال مرتفعة ومنها الطعس بداية اسم الشعفة الذي انطلق منه ويكثر فيها نبات العاقول، وبذلك هاجر العقيدات إلى حوض الفرات أطلقوا عليها اسم الشعفة مثلما أطلقوا على مناطق كثر من الفرات خصوصاً. وفي سوريا عموماً
توجد في سورية عدت مناطق أطلق عليها أسم الشعفة في ريف أدلب وفي أرياف اللاذقية وطرطوس
ويلاحظ أن أسماء قرى حوض الفرات تتكرر في منطقة حائل مسقط رأس العقيدات الأول وبذلك تكون رواية انتقال الاسم مع العقيدات أثناء هجرتهم من نجد للفرات هي الرواية غير مرجحه.